# Tom Verica
Thomas A. 'Tom' Verica (Philadelphia (Pennsylvania), 13 mei 1964) is een Amerikaans acteur, filmregisseur, filmproducent en scenarioschrijver.

## Biografie
Verica is van Italiaanse en Duitse afkomst.
Verica is getrouwd met actrice Kira Arne' Verica.

## Filmografie

### Films
Uitgezonderd korte films.
- 2011 Hound Dogs – als Marty Crowly
- 2009 The Amazing Mrs. Novak – als Frank Novak
- 2009 Princess Protection Program – als Joe Mason
- 2008 Squeegees – als Soapy
- 2007 Zodiac – als Jim Dunbar
- 2006 Flags of Our Fathers – als luitenant Pennell
- 2002 Red Dragon – als Charles Leeds
- 2002 Murder by Numbers – als Al Swanson
- 1999 Love American Style – als Ron
- 1999 Eli’s Theory – als pastoor
- 1998 Lost in the Bermuda Triangle – als Brian Foster
- 1997 Loose Women – als rechercheur Laurent
- 1997 Father's Day – als Peter
- 1996 The Assassination File – als Jack Byrne
- 1995 Not Our Son – als Randy Litchfield
- 1994 Breach of Conduct – als Ted Lutz
- 1994 The Babymaker: The Dr. Cecil Jacobson Story – als Greg Bennett
- 1993 Donato and Daughter – als Bobby Keegan
- 1993 Eight Hundred Leagues Down the Amazon – als Manoel
- 1990 Die Hard 2 – als Kahn

### Televisieseries
Uitgezonderd eenmalige gastrollen.
- 2014 - 2020 How to Get Away with Murder - als Sam Keating - 23 afl.
- 2006 – 2007 The Nine – als Ed Nielson – 10 afl.
- 2005 The 4400 – als dr. Max Hudson – 3 afl.
- 2002 – 2005 American Dreams – als Jack Pryor – 61 afl.
- 2001 – 2002 State of Grace – als Tommy Austin – 6 afl.
- 1999 – 2002 Will & Grace – als Danny – 2 afl.
- 2001 Citizen Baines – als Andy Carlson – 4 afl.
- 1999 Providence – als Kyle Moran – 13 afl.
- 1997 – 1998 The Naked Truth – als Jake Sullivan – 22 afl.
- 1998 From the Earth to the Moon – als Dick Gordon – 3 afl.
- 1995 – 1996 Central Park West – als Mark Merrill – 21 afl.
- 1991 L.A. Law – als Bill Castroverde – 9 afl.

### Filmregisseur
- 2020 - 2024 Bridgerton - televisieserie - 6 afl.
- 2023 Queen Charlotte: A Bridgerton Story - televisieserie - 6 afl.
- 2022 Inventing Anna - televisieserie - 2 afl.
- 2020 The Umbrella Academy - televisieserie - 2 afl.
- 2020 Station 19 - televisieserie - 1 afl.
- 2018 - 2019 For the People - televisieserie - 6 afl.
- 2012 – 2018 Scandal – televisieserie – 23 afl.
- 2017 Still Star-Crossed - televisieserie - 1 afl.
- 2008 – 2012 Private Practice – televisieserie – 7 afl.
- 2011 – 2012 Harry's Law – televisieserie – 2 afl.
- 2012 Body of Proof – televisieserie – 1 afl.
- 2011 – 2012 The Mentalist – televisieserie – 3 afl.
- 2007 – 2011 Grey's Anatomy – televisieserie – 9 afl.
- 2010 No Ordinary Family – televisieserie – 1 afl.
- 2010 The Deep End – televisieserie – 1 afl.
- 2009 Eastwick – televisieserie – 1 afl.
- 2009 Army Wives – televisieserie – 1 afl.
- 2009 Ugly Betty – televisieserie – 2 afl.
- 2009 Dirty Sexy Money – televisieserie – 1 afl.
- 2009 The Beast – televisieserie – 1 afl.
- 2008 My Own Worst Enemy – televisieserie – 1 afl.
- 2008 The Cleaner – televisieserie – 1 afl.
- 2008 Men in Trees – televisieserie – 1 afl.
- 2007 – 2008 Boston Legal – televisieserie – 2 afl.
- 2007 Six Degrees – televisieserie – 1 afl.
- 2007 What About Brian – televisieserie – 1 afl.
- 2004 American Dreams – televisieserie – 2 afl.
- 2003 George & Gracie – korte film
- 2003 Studio City – korte film

### Filmproducent
- 2020 - 2022 Bridgerton - televisieserie - 16 afl.
- 2023 Queen Charlotte: A Bridgerton Story - televisieserie - 6 afl.
- 2022 Inventing Anna - televisieserie - 9 afl.
- 2020 Dance Dreams: Hot Chocolate Nutcracker - documentaire
- 2018 - 2019 For the People - televisieserie - 16 afl.
- 2012 – 2018 Scandal – televisieserie – 101 afl.
- 2017 Scandal: Gladiator Wanted - televisieserie - 2 afl.
- 2013 Scandal: The Secret Is Out - film
- 2003 George & Gracie – korte film

### Scenarioschrijver
- 2003 George & Gracie – korte film

- International Standard Name Identifier: 0000 0000 4479 2450
- Library of Congress Control Number: no2004102620
- Virtual International Authority File: 71110959
- WorldCat: E39PBJw4wFtb3kVRgv4VXjBwYP